# کرتیناگر
کرتیناگر (به انگلیسی: Kirtinagar) یک منطقهٔ مسکونی در هند است که در بخش تهری گرهوال واقع شده‌است. کرتیناگر ۱٬۰۴۰ نفر جمعیت دارد.